# Панчо Йосков
Панчо Колев Йосков е български офицер, полковник.

## Биография
Роден е на 2 март 1897 година в град Щип. През 1917 година завършва Военното училище в София. Служи в 39-и пехотен солунски полк, 37-и пехотен пирински полк, а през 1928 г. е назначен на служба в 6-и пехотен търновски полк. От 1931 г. служи в 17-и пограничен участък, от 1933 г. е помощник-началник на секция в Щаба на армията, а от 1935 г. е домакин на 6-и пехотен търновски полк.

### Втора световна война (1941 – 1945)
От 1941 година служи в пехотна дружина в Пирот. В периода 12 май 1942 – 1946 е командир на 13-и пехотен рилски полк. През 1945 година е командир на морска база Варна. Награждаван е с орден „За храброст“, IV степен, 1 клас и III степен, 2 клас. На 13 юли 1946 година е уволнен с министерска заповед №50 в „интерес на службата“. Същата година е арестуван и съден по процеса на Четвъртия върховен състав на Народния съд.
Полковник Панчо Йосков е женен и има три деца.

## Военни звания
- Подпоручик (1 август 1917)
- Поручик (30 юни 1919)
- Капитан (1927)
- Майор (6 май 1935)
- Подполковник (6 май 1939)
- Полковник (1942)